# DVB-T2 v Česku
DVB-T2 byla v Česku zaváděna od 1. března 2017 a jejím smyslem bylo nahrazení dosavadního standardu DVB-T1, obvykle zvaného jen DVB-T (v užším významu). Zprvu byla vysílána pomocí přechodových sítí, později byly tyto upraveny transformovány na finální multiplexy.

## Historie

### Testovací a experimentální vysílání
Dne 19. května 2010 proběhl v České republice první test DVB-T2. Stalo se tak ku příležitosti konference Svět televizní budoucnosti. Test probíhal na území hlavního města Prahy z Žižkovského vysílače. Šířeny byly stanice Nova HD a ČT HD. V době od listopadu 2010 do konce roku 2011 v České republice ČTÚ ve spolupráci s ČRa zkoušel několik DVB-T2 vysílačů za účelem ověření podmínek šíření a kvality příjmu, které nebylo určeno pro veřejnost, a které bylo na konci roku 2011 ukončeno.

#### Experimentální vysílání DVB-T2 (HD TV/UHDTV HEVC-H.265) – ukončeno
Testovací vysílání ve formátu HEVC probíhalo od roku 2015 do konce února 2017. Vysílalo se na 50. kanále ze Žižkovského vysílače. Obsah multiplexu se postupem času měnil. V říjnu 2016 se na něm vysílaly smyčky České televize v rozlišení HD 1080p/50 a UHD 4k 2160p/50. Experimentální vysílání bylo ukončeno v úterý 28. února 2017. Zároveň byl spuštěn první přechodový multiplex, vysílající na kanále 31 z vysílačů Žižkov a Cukrák.

### Přechodové multiplexy DVB-T2 (HEVC-H.265)

#### Přechodová síť 11
Přechodová síť 11 obsahovala programy České televize ve vysokém rozlišení – ČT1 HD, ČT2 HD, ČT3 HD, ČT24 HD, ČT sport HD a ČT :D / ČT art HD a rozhlasové stanice Českého rozhlasu. Bylo pro ni zkoordinováno 26 vysílačů velkého výkonu. Téměř všechny vysílače vysílaly na kanálu 26 a poté beze změny vysílacích parametrů přešly na finální multiplex 21. Většina vysílačů byla spuštěna 29. března 2018 po 10. hodině dopolední.

#### Přechodová síť 12
1. března 2017 bylo na vysílačích Praha – Žižkov a Praha – Cukrák spuštěno vysílání prvního přechodového multiplexu, označovaného jako „Přechodová síť 12.“ Multiplex obsahoval programy Nova, Nova Cinema, Prima, Prima Cool, Prima Love, Prima Zoom, Prima Max, Prima Krimi, Barrandov TV, Barrandov Kino, Barrandov Krimi, Óčko, Óčko Star, Noe TV, Televize Seznam, CNN Prima News a Prima +1. Do 1. června 2018 v síti vysílaly Óčko Expres a ČT :D/ČT art, kdy je vystřídaly Prima Krimi a Televize Seznam.

#### Přechodová síť 13
Přechodová síť 13 byla spuštěna 24. srpna 2017. Provozovala ji, stejně jako Multiplex 4 DVB-T, společnost Digital Broadcasting. Vysílané stanice byly TV RELAX, TV REBEL, Retro Music TV, Nova, Nova Cinema, Nova Fun, Nova Action, Nova Gold, JOJ Family, CS Mystery, Prima Comedy Central, ABC TV, Galerie, Klenot TV, Sport 5 a Šlágr TV. Stanice TV Nova do multiplexu vstoupily 9. ledna 2018. 6. února přibyly do sítě stanice JOJ Family a CS Mystery. Na Moravě a ve Slezsku vysílaly v síti regionální stanice Polar a BTV (kanál 31), v Čechách V1 (kanál 24). Do 17. července vysílaly ve formátu FHD (1080p) stanice JOJ Family, Prima Comedy Central, Polar a V1. Poté vysílaly všechny stanice ve formátu qHD (540p). Na finální multiplex 24 přešly poslední vysílače sítě 30. září 2020.

## Finální multiplexy

#### Multiplex 21
Finální veřejnoprávní multiplex 21 šíří stejné programové složení jako přechodová síť 11, tedy všechny programy ČT v HD a vybrané programy Českého rozhlasu.

#### Multiplex 22
Druhá finální síť DVB-T2 vysílá až do dokončení přechodu stejné programy jako přechodová síť 12. Ve finální podobě síť obsahuje všechny programy TV Prima (krom Paramount Network - MUX24), stanice Óčko, Óčko Star, Retro Music TV a rozhlasovou stanici Proglas.

#### Multiplex 23
Multiplex 23 obsahuje dva programy TV Nova, tři stanice TV Barrandov, Televizi Seznam, TV Noe, Spektrum Home, A11, HIT TV, Sporty TV a Warner TV. Seznam.cz TV a Sporty TV vysílají ve vyšším rozlišení. Celoplošně zde vysílají i rozhlasové stanice Rádio Dechovka, Český Impuls, Rádio Impuls, Rock Zone a Ukrajinske radio. V rámci rozšíření pokrytí přibyly oproti multiplexu 3 některé vysílače, aby síť byla dostupná stejně jako multiplex 22.

#### Multiplex 24
Čtvrtý finální multiplex měl stejné programové složení jako přechodová síť 13. V roce 2024 zde vysílá celoplošně pět programů TV Nova, Paramount Network, JOJ Family, Relax, Rebel, CS Mystery, ABC TV, Šláger Originál a Šláger Muzika. Dále jsou zde také pouze regionální televizní programy, které již vysílají pouze na svém území. Jsou zde také celoplošné rozhlasové stanice Radio Čas a Radio Čas Rock.

## Parametry vysílání
Český telekomunikační úřad definuje v tzv. D-Booku následující parametry vysílání DVB-T2 v ČR, které by mělo být každé zařízení schopné přijímat:
- Transportní datový tok podle standardu ISO/IEC 13818-1
- Kódování obrazu
  - Formát komprese HEVC/H.265 (Main Profile @ Level 4.1; Main Tier)
  - Snímková frekvence 50 Hz
  - Formát obrazu 16 : 9
  - Rozlišení: 1920 × 1080, 1440 × 1080, 1280 × 720, 960 × 540
- Kódování zvuku
  - Formáty komprese: MPEG-4 HE-AAC (nejčastější), MPEG-1 Audio Layer II (MP2), Dolby Digital Plus (E-AC-3)

## Kompatibilita a přechod
Stávající zařízení, která jsou schopna přijímat DVB-T, nejsou kompatibilní s DVB-T2, tj. nejsou schopna jej přijímat. Změna z DVB-T na DVB-T2 sice umožní do stejného kanálu pustit více dat, ale ani set-top-box pro DVB-T, ani televizní přijímač pro DVB-T nedokáže tato data zpracovat. Týká se to i USB donglů podporujících SDR (Softwarově definované radio), protože pro příjem DVB-T2 potřebují specifické HW obvody a ty DVB-T dongly nemají. Pro příjem DVB-T2 je nutné buď koupit nový set-top-box nebo nový přijímač. V tomto smyslu je jedno, jestli televizor umí zobrazit vysoké rozlišení obrazu (HD vysílání) nebo ne — DVB-T tuner již použít nepůjde.
V roce 2014 nebylo rozhodnuto, jakým způsobem ani kdy bude přechod uskutečněn, resp. přechod se postupně připravoval a současně odkládal až na rok 2017. Migrace na nový standard proběhla v letech 2019–2020.
Antény pro příjem budou stejné jako dosud. Obdobně jako tomu bylo při přechodu z analogového vysílání na DVB-T.

#### Kritika přechodu na DVB-T2
Přechod na DVB-T2 byl v některých bodech kritizován:
- podle Rozhodnutí Evropského parlamentu a Rady (EU) 2017/899 ze dne 17. května 2017 o využívání kmitočtového pásma 470–790 MHz v Unii mohou členské státy poskytnout přiměřené kompenzace za vzniklé přímé náklady především koncovým uživatelům, zatímco v Česku mají být příjemci téměř všech kompenzačních plateb operátoři zemského televizního vysílání,[11][12]
- přípustný dvouletý odklad by snížil vynucené výdaje domácností, neboť větší počet televizních přijímačů by byl nahrazen v přirozeném cyklu obměny,[11]
- pro diváky nevyužívající placeného televizního vysílání možného v budoucnu je jediným přínosem možnost sledování programů České televize v HD kvalitě,[11]
- zastaralost technologie,
- nebylo nutné plně přecházet na DVB-T2/HEVC, např. ve Švédsku byl modernizován pouze jeden multiplex, a to na DVB-T2/MPEG-4.[11]

## Vysílače DVB-T/T2
S přechodem z DVB-T na DVB-T2 souviselo také vypínání vysílačů DVB-T. První vysílače byly vypnuty v Praze 27. listopadu 2019 ve 23:59. Vypínání zbylých vysílačů probíhalo průběžně v roce 2020. Původní termíny vypínání byly kvůli pandemii koronaviru odloženy. Od 8. července bylo vypínání obnoveno v původních intervalech s posunutím o tři měsíce. Přechod na DVB-T2 byl dokončen v noci z 28. na 29. října 2020.

### Multiplex 21
Multiplex 21 vysílá ze všech 25 základních vysílačů a také z několika desítek dokrývačů. Jeho předchůdce, tedy DVB-T Multiplex 1, již ukončil vysílání na všech svých vysílačích.
| vysílač                      | termín vypnutí DVB-T |
| ---------------------------- | -------------------- |
| Praha – Žižkov               | 27. listopadu 2019   |
| Praha – Cukrák               | 27. listopadu 2019   |
| Trutnov – Černá hora         | 7. ledna 2020        |
| Votice – Mezivrata           | 7. ledna 2020        |
| Chomutov – Jedlová hora      | 30. ledna 2020       |
| Ústí nad Labem – Buková hora | 30. ledna 2020       |
| Domažlice – Vraní vrch       | 4. února 2020        |
| Plzeň – Krašov               | 4. února 2020        |
| Cheb – Zelená hora           | 12. února 2020       |
| Jáchymov – Klínovec          | 12. února 2020       |
| Liberec – Ještěd             | 26. února 2020       |
| Sušice – Svatobor            | 26. února 2020       |
| České Budějovice – Kleť      | 14. července 2020    |
| Vimperk – Mařský vrch        | 14. července 2020    |
| Brno – Barvičova             | 29. července 2020    |
| Brno – Hády                  | 29. července 2020    |
| Brno – Kojál                 | 29. července 2020    |
| Mikulov – Děvín              | 29. července 2020    |
| Frýdek-Místek – Lysá hora    | 27. srpna 2020       |
| Jeseník – Praděd             | 27. srpna 2020       |
| Jihlava – Javořice           | 27. srpna 2020       |
| Ostrava – Hošťálkovice       | 27. srpna 2020       |
| Pardubice – Krásné           | 27. srpna 2020       |
| Valašské Klobouky – Ploštiny | 30. září 2020        |
| Zlín – Tlustá hora           | 30. září 2020        |

### Multiplex 22
Multiplex 22 vysílá ze všech 25 základních vysílačů a také z několika desítek dokrývačů. Jeho předchůdce, tedy DVB-T Multiplex 2, již ukončil vysílání na všech svých vysílačích.
| vysílač                      | termín vypnutí DVB-T |
| ---------------------------- | -------------------- |
| Praha – Žižkov               | 8. ledna 2020        |
| Praha – Cukrák               | 15. ledna 2020       |
| Votice – Mezivrata           | 22. ledna 2020       |
| Trutnov – Černá hora         | 12. února 2020       |
| České Budějovice – Kleť      | 13. února 2020       |
| Vimperk – Mařský vrch        | 13. února 2020       |
| Domažlice – Vraní vrch       | 2. března 2020       |
| Plzeň – Krašov               | 2. března 2020       |
| Cheb – Zelená hora           | 8. července 2020     |
| Jáchymov – Klínovec          | 8. července 2020     |
| Chomutov – Jedlová hora      | 21. července 2020    |
| Ústí nad Labem – Buková hora | 21. července 2020    |
| Liberec – Ještěd             | 28. července 2020    |
| Sušice – Svatobor            | 28. července 2020    |
| Brno – Barvičova             | 1. září 2020         |
| Brno – Hády                  | 1. září 2020         |
| Brno – Kojál                 | 1. září 2020         |
| Mikulov – Děvín              | 1. září 2020         |
| Jihlava – Javořice           | 22. září 2020        |
| Pardubice – Krásné           | 22. září 2020        |
| Frýdek-Místek – Lysá hora    | 1. října 2020        |
| Jeseník – Praděd             | 1. října 2020        |
| Ostrava – Hošťálkovice       | 1. října 2020        |
| Valašské Klobouky – Ploštiny | 21. října 2020       |
| Zlín – Tlustá hora           | 21. října 2020       |

### Multiplex 23
Multiplex 23 vysílá ze všech 25 základních vysílačů a také z několika desítek dokrývačů. Jeho předchůdce, tedy DVB-T Multiplex 3, již ukončil vysílání na všech svých vysílačích.
| vysílač                      | termín vypnutí DVB-T |
| ---------------------------- | -------------------- |
| Praha – Žižkov               | 8. ledna 2020        |
| Praha – Cukrák               | 15. ledna 2020       |
| Votice – Mezivrata           | 31. ledna 2020       |
| České Budějovice – Kleť      | 19. února 2020       |
| Vimperk – Mařský vrch        | 19. února 2020       |
| Plzeň – Krašov               | 4. srpna 2020        |
| Domažlice – Vraní vrch       | 5. srpna 2020        |
| Sušice – Svatobor            | 5. srpna 2020        |
| Chomutov – Jedlová hora      | 18. srpna 2020       |
| Ústí nad Labem – Buková hora | 18. srpna 2020       |
| Liberec – Ještěd             | 19. srpna 2020       |
| Trutnov – Černá hora         | 25. srpna 2020       |
| Brno – Kojál                 | 30. září 2020        |
| Mikulov – Děvín              | 30. září 2020        |
| Brno – Hády                  | 30. září 2020        |
| Brno – Barvičova             | 30. září 2020        |
| Jihlava – Javořice           | 25. května 2020      |
| Pardubice – Krásné           | 22. září 2020        |
| Jeseník – Praděd             | 6. října 2020        |
| Frýdek-Místek – Lysá hora    | 13. října 2020       |
| Ostrava – Hošťálkovice       | 13. října 2020       |
| Zlín – Tlustá hora           | 21. října 2020       |
| Valašské Klobouky – Ploštiny | 28. října 2020       |
| Cheb – Zelená hora           | nevysílal            |
| Jáchymov – Klínovec          | nevysílal            |

### Multiplex 24
Multiplex 24 se nevysílá ze všech 25 základních vysílačů, ale vysílá se z několika desítek dokrývačů. Jeho předchůdce, tedy DVB-T Multiplex 4, již ukončil vysílání na všech svých vysílačích.
| vysílač                                         | termín vypnutí DVB-T |
| ----------------------------------------------- | -------------------- |
| Praha – Ládví                                   | 8. ledna 2020        |
| Praha – Novodvorská                             | 8. ledna 2020        |
| Praha – ÚTB                                     | 8. ledna 2020        |
| Rakovník – Louštín                              | 9. ledna 2020        |
| Benešov – Kozmice                               | 9. ledna 2020        |
| Beroun – Lhotka                                 | 9. ledna 2020        |
| Litoměřice – Michalovice                        | 9. ledna 2020        |
| Příbram – U Hvězdárny                           | 9. ledna 2020        |
| Teplice – Vodárna                               | 7. února 2020        |
| Ústí nad Labem – Krušnohorská                   | 7. února 2020        |
| Děčín – Chlum                                   | 7. února 2020        |
| Šluknov                                         | 7. února 2020        |
| Mariánské Lázně – Dyleň                         | 19. února 2020       |
| Jáchymov – Klínovec                             | 19. února 2020       |
| Tachov                                          | 19. února 2020       |
| České Budějovice – Kleť                         | 20. února 2020       |
| Prachatice – Kreplice                           | 20. února 2020       |
| Volary                                          | 20. února 2020       |
| Dačice                                          | 20. února 2020       |
| Vimperk Pod Homolkou                            | 20. února 2020       |
| Jablonec nad Nisou – Černá Studnice             | 26. února 2020       |
| Česká Lípa – Špičák                             | 26. února 2020       |
| Liberec                                         | 26. února 2020       |
| Trutnov – Šibeniční Vrch                        | 26. února 2020       |
| Varnsdorf                                       | 26. února 2020       |
| Plzeň – Vodárna                                 | 27. února 2020       |
| Sušice – Svatobor                               | 27. února 2020       |
| Domažlice – Čerchov                             | 27. února 2020       |
| Klatovy – Doubrava                              | 27. února 2020       |
| Holoubkov                                       | 27. února 2020       |
| Hradec Králové – Chlum                          | 23. června 2020      |
| Trutnov – rozhledna                             | nevysílal            |
| Kutná Hora – Rozhledna                          | 23. června 2020      |
| Náchod – Dobrošov                               | 23. června 2020      |
| Vrchlabí                                        | 23. června 2020      |
| Pardubice – Slatiňany                           | 31. srpna 2020       |
| Ústí nad Orlicí – Andrlův Chlum                 | 22. června 2020      |
| Svitavy – Hřebečov                              | 31. srpna 2020       |
| Králíky – Suchý vrch                            | nevysílal            |
| Brno – Barvičova                                | 2. září 2020         |
| Brno – Jihlavská                                | 2. září 2020         |
| Hodonín – Kapánsko                              | 2. září 2020         |
| Znojmo – Deblínek                               | 2. září 2020         |
| Blansko – Veselice                              | 2. září 2020         |
| Rosice                                          | 2. září 2020         |
| Boskovice                                       | 2. září 2020         |
| Adamov                                          | 2. září 2020         |
| Olomouc – Slavonín                              | 1. září 2020         |
| Přerov – Čekyně                                 | 1. září 2020         |
| Šumperk – Háj                                   | 1. září 2020         |
| Vyškov                                          | 1. září 2020         |
| Hranice na Moravě                               | 1. září 2020         |
| Jihlava – Jeníkov                               | 23. září 2020        |
| Třebíč – Vartemberk                             | 23. září 2020        |
| Pelhřimov – Hodějovická                         | 23. září 2020        |
| Žďár nad Sázavou                                | 23. září 2020        |
| Opava – Hlubočec – Hůrka                        | 30. září 2020        |
| Ostrava – Lanová                                | 30. září 2020        |
| Bruntál – Čas                                   | 30. září 2020        |
| Třinec                                          | 30. září 2020        |
| Frenštát pod Radhoštěm – Velký Javorník         | 29. září 2020        |
| Uherské Hradiště – Rovnina                      | 29. září 2020        |
| Zlín – Segment                                  | 29. září 2020        |
| Vsetín – Lysá Hora                              | 29. září 2020        |
| Slavičín Hrádek                                 | 29. září 2020        |
| Jeseník – Studniční Vrch                        | 1. září 2020         |
| Jeseník – Zlatý Chlum                           | 1. září 2020         |
| Frýdek-Místek – Lysá hora (meteorolog. stanice) | nevysílal            |